# Cirrhilabrus roseafascia
Cirrhilabrus roseafascia Randall & Lubbock, 1982 è un pesce d'acqua salata appartenente alla famiglia Labridae.

## Distribuzione e habitat
Proviene dalle barriere coralline della Nuova Caledonia. Solitamente nuota tra i 30 e i 90 m di profondità in zone ricche di coralli e con substrato roccioso.

## Descrizione
Presenta un corpo compresso lateralmente, abbastanza allungato e con la testa dal profilo non particolarmente schiacciato. Le pinne sono ampie e trasparenti. Non supera i 10 cm.
I maschi adulti sono facilmente riconoscibili perché sono molto sgargianti e presentano una pinna caudale con i raggi centrali più allungati di quelli esterni. Il colore prevalente è il rosa, ma il ventre è bianco, e sul dorso è presente una fascia gialla che passa tra gli occhi e prosegue fino alla base della pinna dorsale. Attorno ad essa ci sono due linee violacee più lunghe che continuano fino al peduncolo caudale.

## Biologia

### Comportamento
È una specie che solitamente nuota in banchi.

### Riproduzione
È oviparo e la fecondazione è esterna; non ci sono cure nei confronti delle uova.

## Conservazione
È classificato come "a rischio minimo" (LC) dalla lista rossa IUCN perché non è minacciato da particolari pericoli a parte la saltuaria cattura per l'acquariofilia.